# Montcherand
Montcherand is een gemeente en plaats in het Zwitserse kanton Vaud, en maakt deel uit van het district Jura-Nord vaudois.
Montcherand telt 397 inwoners.

## Externe link

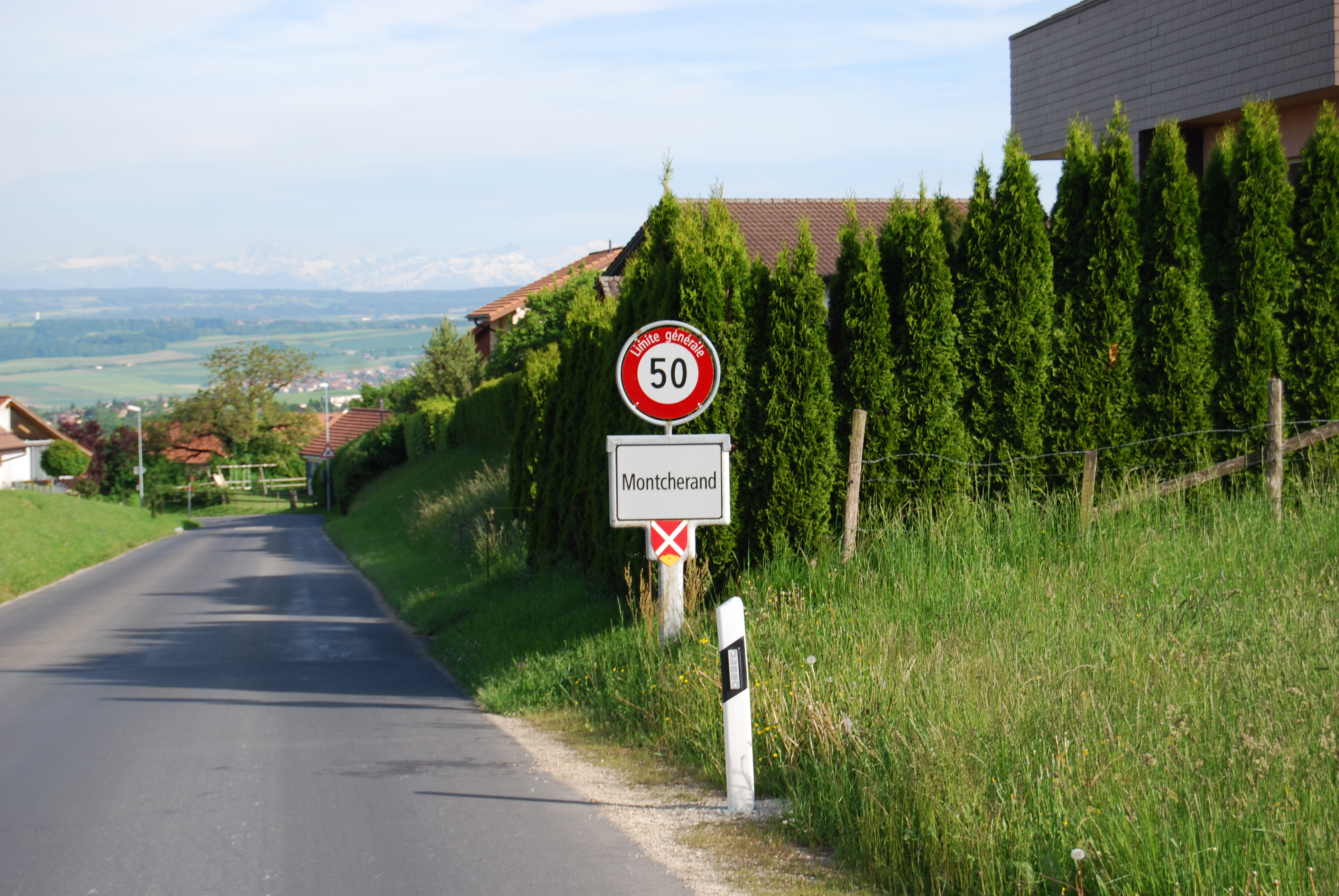
Montcherand